# Арсе (Наварра)
Арсе, Арці (ісп. Arce, баск. Artzi) — муніципалітет в Іспанії, у складі автономної спільноти Наварра. Населення — 254 особи (2009).
Муніципалітет розташований на відстані близько 340 км на північний схід від Мадрида, 24 км на північний схід від Памплони.
На території муніципалітету розташовані такі населені пункти: (дані про населення за 2009 рік)
- Арсе/Арці: 1 особа
- Аррієта: 34 особи
- Артоскі: 22 особи
- Аспаррен: 17 осіб
- Екіса: 0 осіб
- Еспос/Еспоц: 2 особи
- Горрайс-де-Арсе/Горрайц-Арцибар: 7 осіб
- Гурпегі: 0 осіб
- Іміскос/Іміскоц: 3 особи
- Лакабе: 26 осіб
- Лусаррета: 10 осіб
- Муніайн-де-Арсе/Муніайн-Арцибар: 0 осіб
- Нагоре: 33 особи
- Оса/Оца: 2 особи
- Сарагуета: 22 особи
- Улі-Альто/Уліберрі: 2 особи
- Урдірос/Урдіроц: 4 особи
- Уріс/Уріц: 20 осіб
- Усос/Усоц: 5 осіб
- Вільянуева-де-Арсе/Іріберрі-Арцибар: 23 особи
- Сандуета: 1 особа
- Аріскурен: 20 осіб

## Демографія
Динаміка населення (INE ):

## Галерея зображень

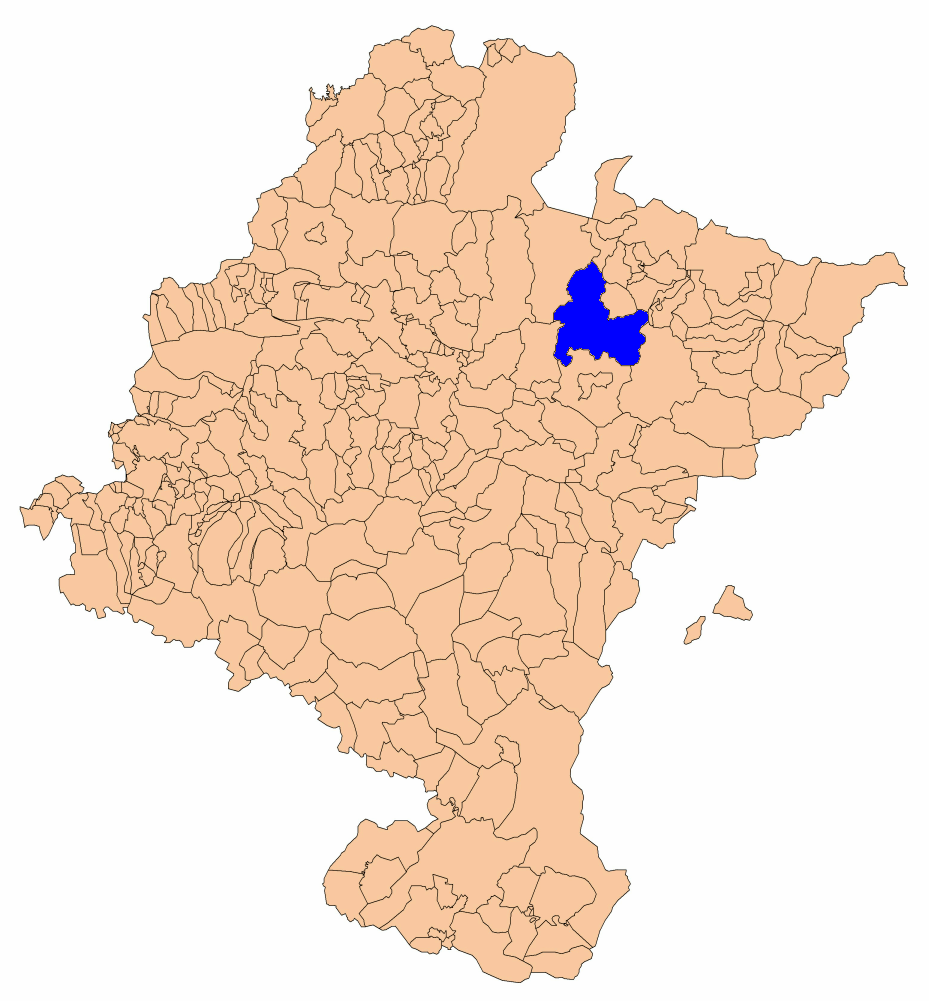
Розташування муніципалітету